# Fiat 500 Giardiniera
La Fiat 500 Giardiniera était un dérivé de la Fiat 500 de 1957, fabriquée par le constructeur italien Fiat, à partir de 1960.

## Histoire
Après la disparition de la Fiat 500 Topolino Giardiniera, version fourgonnette de cette célèbre petite voiture, la Nuova 500 qui la remplaça à partir de 1957, n'avait pas de version commerciale. Ses dimensions réduites et sa disposition mécanique avec moteur arrière refroidi par air semblaient la condamner à rester un modèle unique de carrosserie dans la gamme.
C'est en mai 1960 qu'apparut la version Giardiniera.
L'ingéniosité de son concepteur, l'ingénieur Dante Giacosa, permit de concevoir un moteur à plat car la berline avait un moteur refroidi par air en position verticale arrière, ce qui empêchait tout allongement du plancher pour créer une version break.
Dante Giacosa inventa alors un moteur à plat arrière logé sous le plancher. Il modifia les prises d'air qui furent placées sur les montants arrière et le ventilateur centrifuge remplacé par un ventilateur radial. La cylindrée resta la même que celle de la nouvelle 500 Sport, la puissance développée fut réduite à 17,5 ch à 4600 tours pour la prise en compte des charges transportées.
En réalité, ce moteur avait déjà vu le jour deux ans auparavant pour équiper la nouvelle Autobianchi Bianchina mais qui ne fut pas retenu.
La carrosserie est entièrement repensée avec la reprise de la partie avant, jusqu'aux montants des portières de celle de la petite berline mais avec une transformation radicale de l'arrière, très carré, avec l'ajout d'une porte à ouverture latérale. L'empattement est allongé de 10 cm. Les vitres latérales sont rectangulaires et coulissantes. Le toit est en tôle mais peut recevoir une capote en toile comme la berline. Les suspensions et les freins sont adaptés et renforcés et reprennent ceux de la Fiat 600. Le dossier des sièges arrière est rabattable pour obtenir un plan de chargement plus important.
Les dimensions sont plus importantes : la Giardiniera, avec un empattement porté à 1 940 mm, mesure 3,185 m de long (21,5 cm de plus que la berline) et 1,354 m de haut (+ 2 cm).
La finition intérieure est quasiment identique à celle de la berline et bénéficiera des mêmes retouches au fil des ans.
En plus de la version Giardiniera, Fiat présenta également une version commerciale, avec deux sièges avant et un espace de chargement très spacieux à l'arrière. Les vitres arrière et la capote en toile sont alors remplacés par des parties tôlées. Le toit comporte quatre nervures de renfort et peut recevoir une galerie.
La fabrication de la Fiat 500 Giardiniera sera assurée dans les usines Autobianchi de Desio, dans la banlieue de Milan, aux côtés de l'Autobianchi Bianchina Panoramica, qui reprenait les mêmes plateforme et moteur mais avec une carrosserie et des finitions différentes.
Au mois de mars 1968, la Fiat 500 Giardiniera change de nom et devient une Autobianchi. Elle profitera de ce changement pour recevoir quelques modifications comme : grilles latérales d'aération, volant et tableau de bord noirs, écusson Autobianchi sur la calandre. Les derniers exemplaires fabriqués ont reçu des vitres arrière ouvrables en compas.
Le modèle terminera sa carrière en 1977 sans jamais avoir subi de modifications à la carrosserie et en ayant maintenu ses portières à ouverture contre le vent.
Plus de 327 000 exemplaires ont été fabriqués en Italie.
Quelques dizaines de milliers d'exemplaires ont également été fabriqués en Allemagne par Fiat Neckar et en Autriche par Fiat Steyr-Puch.

## Galerie

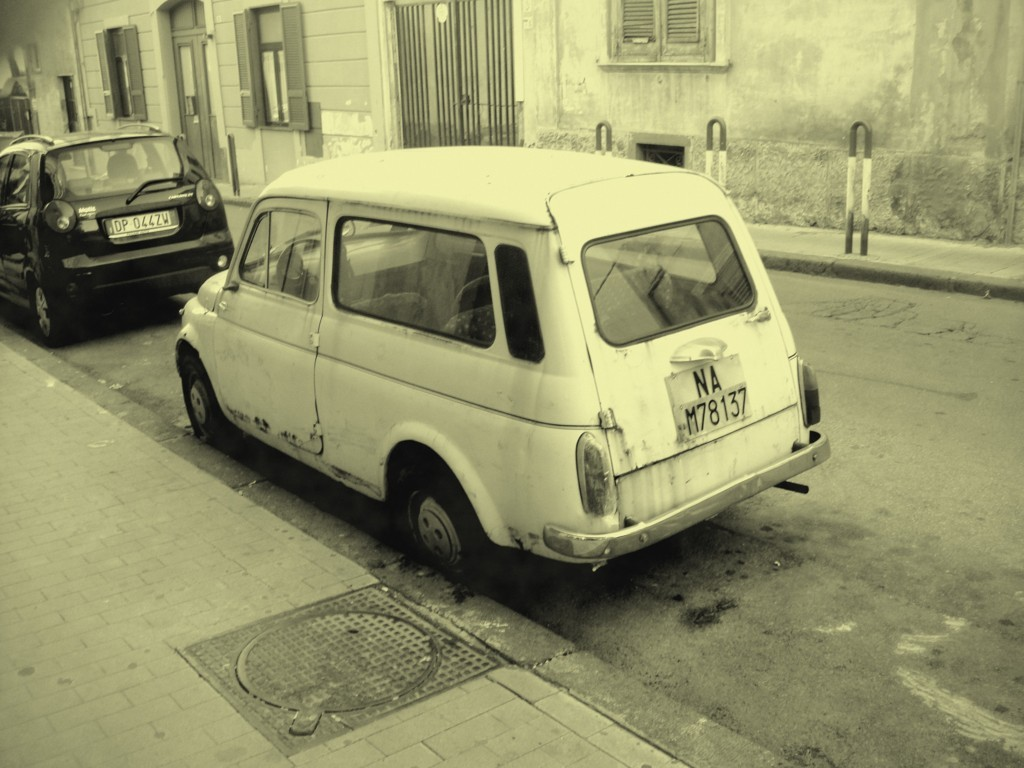
FIAT 500 Giardiniera dans une rue d'Italie

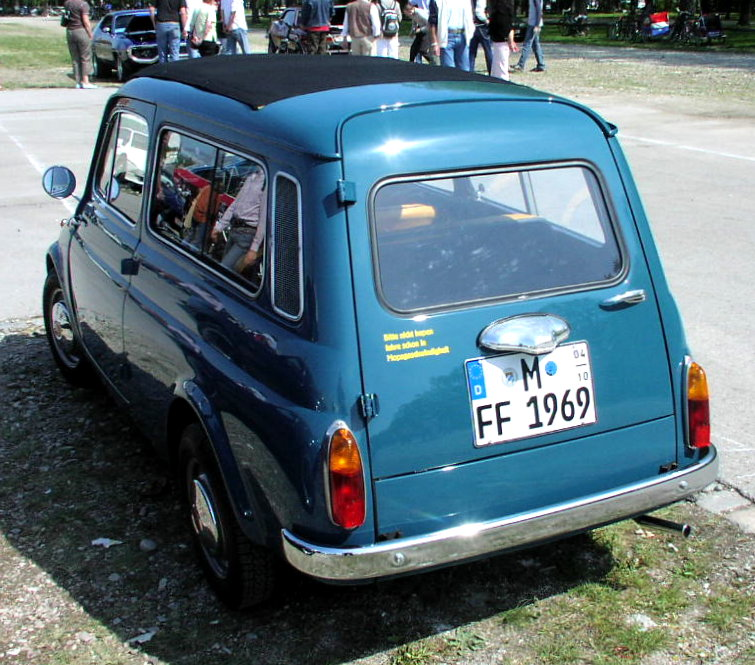
Fiat 500 Giardiniera (vue arrière)
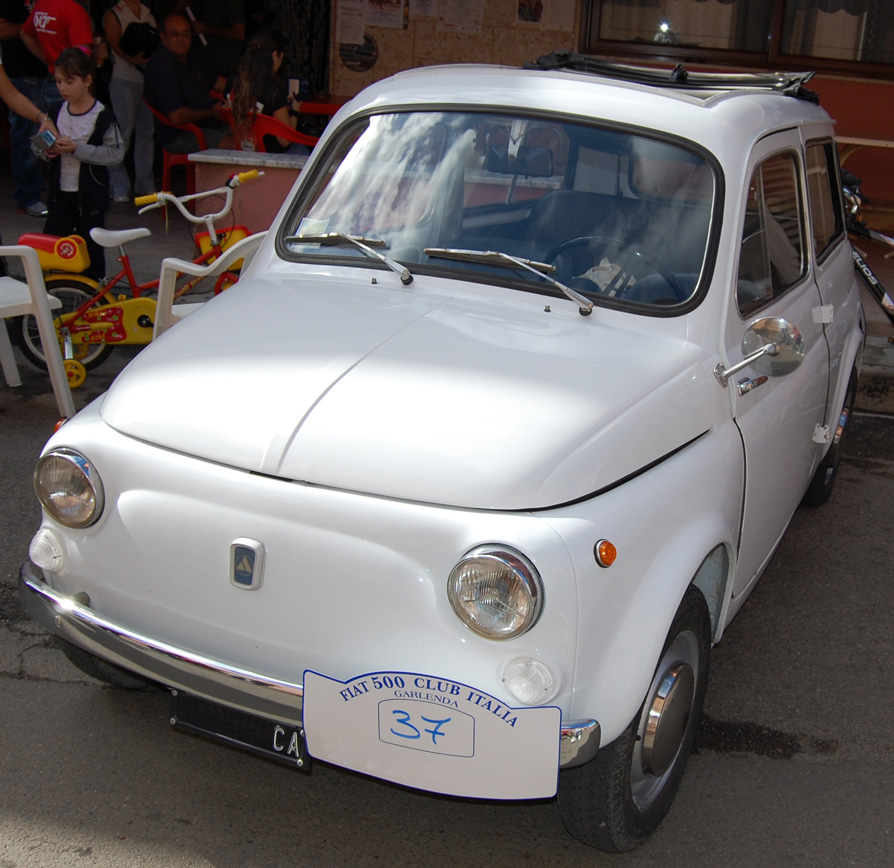
500 Giardiniera avec logo Autobianchi
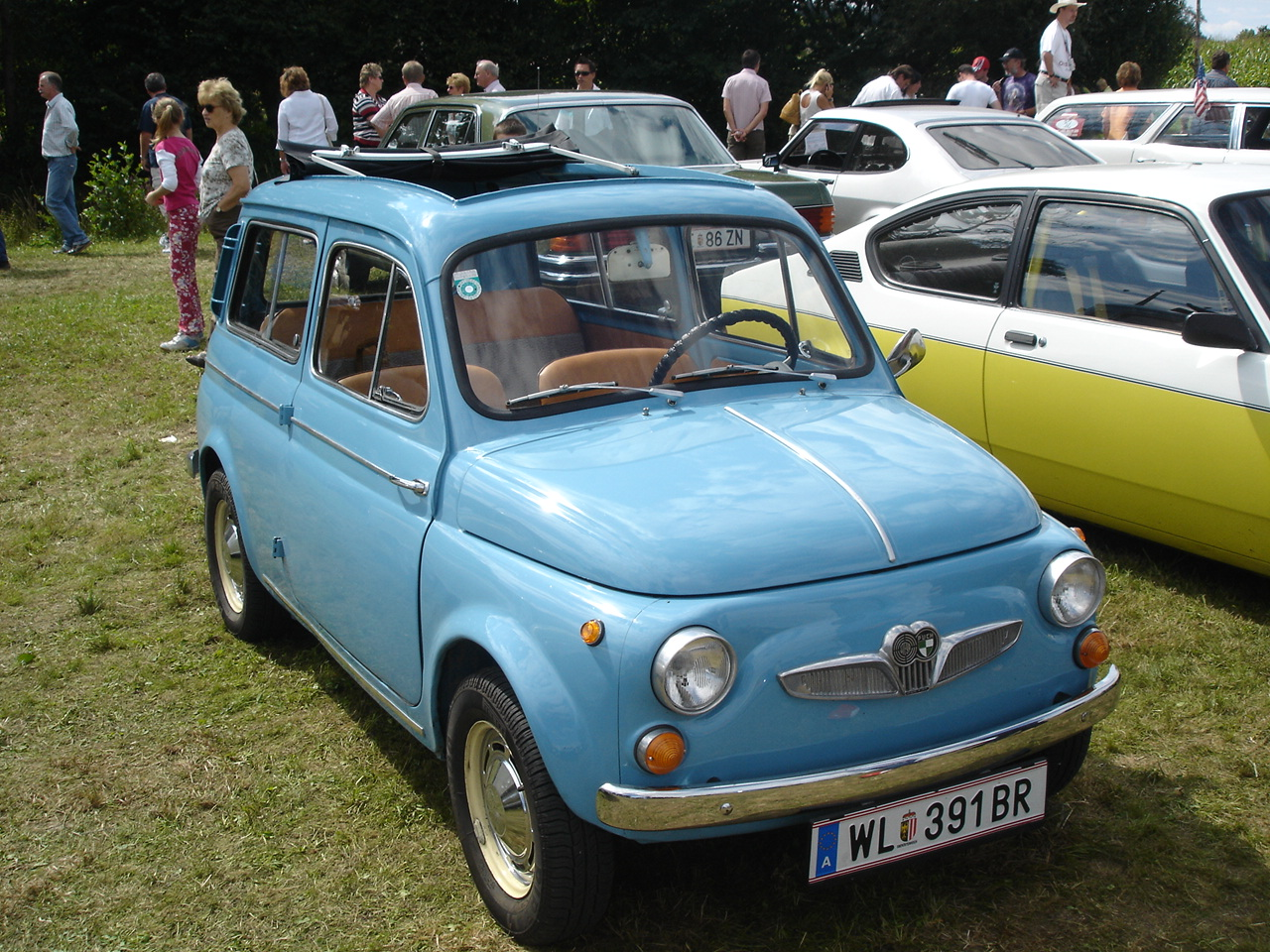
Fiat Steyr 500 Giardiniera